# Jüdischer Friedhof (Lembeck)
Der Jüdische Friedhof Lembeck liegt in Lembeck, einem Stadtteil von Dorsten im Kreis Recklinghausen in Nordrhein-Westfalen. 
Auf dem jüdischen Friedhof am Kaisersweg/Zum Holtberg, westlich der Landesstraße L 608 (= Dorstener Straße), befinden sich keine Grabsteine mehr. Ein Gedenkstein erinnert an die Lembecker Juden. Der Friedhof ist von einem Stabgitterzaun umgeben.

## Geschichte
Im Jahr 1865 wurde ein 821 m² großes Grundstück an die Judengemeinde Lembeck – die Familien Landau und Lebenstein – übertragen, 1909 wurde es auf Isaak und Alexander Lebenstein umgeschrieben. Der Friedhof wurde 1939 von der Siedlungsgesellschaft Rote Erde (Münster) „Zur Neubildung deutschen Bauerntums“ beschlagnahmt und Vieh darauf getrieben.
Während der NS-Zeit wurden alle vorhandenen Grabsteine bis auf eine Umrandung – Grabeinfassung des Grabes von Isaak Lebenstein aus dem Jahr 1918 – zerstört. Die Erben der Familie Lebenstein verzichteten 1948 im Zuge der Wiedergutmachungsverhandlungen auf den Friedhof. Er ist seit 1950 Eigentum der Gemeinde Lembeck (heute Stadt Dorsten). Im Dezember 2016 wurde ein neuer Stabgitterzaun errichtet. Er ersetzt den bisherigen Jägerzaun von Anfang der 1960er Jahre.
Der Gedenkstein auf dem jüdischen Friedhof wurde von Schwester Paula (Tisa von Schulenburg) geschaffen. Er erinnert an die jüdischen Opfer der nationalsozialistischen Gewaltherrschaft mit folgender Aufschrift:
„JÜDISCHER FRIEDHOF – Dem Gedenken unserer jüdischen Mitbürger, die in den Jahren 1933–1945 Opfer der Gewaltherrschaft wurden.“